# Leonardo Betancur Taborda
Leonardo Betancur Taborda (Titiribí, 13 de febrero de 1946 - Medellín, 25 de agosto de 1987) fue un médico y defensor de Derechos Humanos colombiano, asesinado por paramilitares.

## Biografía
Nacido en Titiribí (Antioquia), en una familia de 7 hermanos, después se trasladó a Envigado donde estudio secundaria en el Colegio de La Salle. En 1965, inició sus estudios en Medicina en la Universidad de Antioquia, y participó en Estudios Generales de Campamentos Universitarios que era una institución que buscaba llevar educación a los campos.  Además fue un líder estudiantil y realizó obras sociales con Héctor Abad Gómez. Trabajo en Vaupés, estudio Salud Pública y se vinculó como docente a la Facultad de Medicina de la Universidad de Antioquia. Fue presidente de la  Asociación de Profesores de la Universidad de Antioquia.
En 1979, se hizo un allanamiento en su vivienda por el Ejército Nacional, encarcelado durante seis meses y fue acusado de ser colaborador del Ejército de Liberación Nacional (ELN), por atender a un guerrillero de esa organización, durante el Estatuto de Seguridad del gobierno de Julio César Turbay.
Fue concejal de Medellín por el movimiento Firmes, participó en el Comité de defensa de Derechos Humanos, y en el Fondo Social Médico de la Asociación Médica de Antioquia. Mantenía contactos con Universidades Europeas antes de su asesinato. Fue uno de los cofundadores de la Escuela Nacional Sindical.

## Asesinato
El 25 de agosto de 1987, acudió junto a Héctor Abad Gómez, al velorio de Luis Felipe Vélez, cuando fueron atacados por sicarios en motocicletas. Fue una de las víctimas de la oleada de asesinatos perpetrada por paramilitares contra miembros de la Universidad de Antioquia. Estos 3 asesinatos fueron declarados de lesa humanidad y habrían contado con complicidad de la Fuerza Pública.

## Homenajes
El Centro de Documentación Leonardo Betancur Taborda.